# San Francisco, Motozintla
San Francisco är en ort i Mexiko.   Den ligger i kommunen Motozintla och delstaten Chiapas, i den sydöstra delen av landet, 900 km sydost om huvudstaden Mexico City. San Francisco ligger 1 236 meter över havet och antalet invånare är 297.
Terrängen runt San Francisco är bergig norrut, men söderut är den kuperad. San Francisco ligger nere i en dal. Runt San Francisco är det ganska tätbefolkat, med 179 invånare per kvadratkilometer. Närmaste större samhälle är Motozintla de Mendoza, 2,5 km sydväst om San Francisco. I omgivningarna runt San Francisco växer huvudsakligen savannskog.